# Lycosa sochoi
Lycosa sochoi este o specie de păianjeni din genul Lycosa, familia Lycosidae, descrisă de Mello-leitão, 1947. Conform Catalogue of Life specia Lycosa sochoi nu are subspecii cunoscute.